# Iacopo Meleghino
Iacopo Meleghino (Ferrara, 1480 (circa) – Roma, 17 novembre 1549) è stato un economista e architetto italiano.

## Biografia
Nato da una famiglia notabile ferrarese nella seconda metà del Quattrocento, divenne segretario di fiducia di papa Paolo III: per questi svolse l'incarico di tesoriere, amministrando le spese per la difesa e per l'architettura con l'incarico di commissario alle fabbriche pontificie.
Collaboratore di Antonio da Sangallo, ne fu successore nel 1546 nella carica di architetto delle mura di Borgo a Roma. Tuttavia, se pure fu pratico e appassionato di architettura, probabilmente non compì studi regolari su questa disciplina.
Meleghino intrattenne con Michelangelo una frequente corrispondenza, anche se di questa si è conservata una sola lettera.
Per Paolo III costruì, tra le altre opere, villa Carafa sul Quirinale e il giardino di casa per il nipote presso Ripetta, e la cosiddetta Torre di Paolo III, demolita nel 1886.